# Élection gouvernorale à Saint-Pétersbourg de 2024
L'élection gouvernorale à Saint-Pétersbourg de 2024 a lieu le 8 septembre 2024 lors des infanationales russes afin d'élire le gouverneur de Saint-Pétersbourg, l'une des villes fédérales de la fédération de Russie. 

## Contexte

### National
L'actualité russe est marquée par l'invasion russe de l'Ukraine depuis 2022 ainsi que par la réélection de Vladimir Poutine en mars 2024, élection considérée comme non-libre. Le principal dirigeant de l'opposition russe, Alexeï Navalny, emprisonné depuis 2021, meurt en détention en février 2024.

### Régional
Alexandre Beglov, alors plénipotentiaire présidentiel auprès du district fédéral du Nord-Ouest, a été nommé gouverneur par intérim de Saint-Pétersbourg en octobre 2018, en remplacement de Gueorguy Poltavtchenko, titulaire de deux mandats, qui a démissionné à sa propre demande.  Beglov a précédemment exercé les fonctions de gouverneur par intérim de Saint-Pétersbourg entre juin et octobre 2003 après la démission de VladimirYakovlev et avant l'élection de Valentina Matvienko au deuxième tour de l'élection gouvernorale de 2003. Poltavtchenko a quant à lui été nommé président du conseil d'administration de la United Shipbuilding Corporation, où il a siégé jusqu'en août 2023. 
Beglov s'est présenté pour un mandat complet en tant qu'indépendant, malgré ses affiliations antérieures au parti Russie unie, et a été confronté à une élection potentiellement très compétitive en raison de son impopularité croissante et des sentiments d'opposition globalement accrus de la ville. Plusieurs candidats notables étaient absents du scrutin, car les membres de l'Assemblée législative de Saint-Pétersbourg Oleg Kapitonov (LDPR) et Boris Vichnevski (Iabloko) n'ont pas réussi à se présenter, tandis que le député de la Douma d'État Vladimir Bortko (KPRF) s'est retiré de manière inattendue le 31 août. Beglov a gagné aux élections de septembre 2019 avec 64,43 % contre deux opposants, les membres de l'Assemblée législative Nadejda Tikhonova de Russie juste et Mikhaïl Amossov de Plateforme civique, qui ont tous deux obtenu environ 16 %. 
Parmi les événements les plus marquants du premier mandat de Beglov figure son conflit avec l'homme d'affaires et chef mercenaire du groupe Wagner, Evgueni Prigojine. À l'automne 2022, Prigojine a affirmé avoir investi 2 milliards de roubles dans la campagne de Beglov en 2019, tandis que le gouverneur a saboté l'ouverture du siège de Wagner et attribué des contrats municipaux à ses amis et proches. Le gouverneur Beglov a répondu en retour que le conflit avec Prigojine avait été provoqué par le désir de l'homme d'affaires de contrôler la restauration alimentaire, l'élimination des déchets et la construction du métro dans la ville. Le conflit s'est terminé avec la mort de Prigojine et de ses plus proches alliés dans un accident d'avion en août 2023. Les experts politiques ont affirmé que la mort de Prigojine a pratiquement éliminé l'opposition majeure à Beglov et lui a ouvert la voie à un second mandat. 
En avril 2024, lors d'une réunion avec le président Vladimir Poutine, le gouverneur Beglov a annoncé son intention de briguer un second mandat et a reçu le soutien de Poutine. 

## Système électoral
Le gouverneur est élu au scrutin uninominal majoritaire à deux tours pour un mandat de cinq ans. Est déclaré élu le candidat ayant recueilli la majorité absolue au premier tour. À défaut, les deux candidats arrivés en tête s'affrontent au second tour, et celui recueillant le plus de voix l'emporte. 
À Saint-Pétersbourg, les candidats ne peuvent être nommés que par des partis politiques enregistrés. Le candidat à la tête de la ville doit être citoyen russe et âgé d'au moins 30 ans. Les candidats ne doivent pas avoir de citoyenneté étrangère ni de permis de séjour. Chaque candidat, pour être inscrit, doit recueillir au moins 10 % des signatures des membres et chefs de municipalités. De plus, les candidats auto-désignés devraient recueillir 2 % des signatures des habitants de Saint-Pétersbourg. Les candidats présentent également 3 candidatures au Conseil de la fédération et le vainqueur de l'élection nomme plus tard l'un des candidats présentés. 

## Candidats en lice

### Déposés
| Candidat et parti politique                    | Candidat et parti politique | Candidat et parti politique | Expérience | Statut     |
| ---------------------------------------------- | --------------------------- | --------------------------- | --- | ---------- |
| Aleksandr Abdine RPSS                          |                             |                             | Propriétaire d'une clinique privée et médecin-chef | Nommé      |
| Sergueï Artemov Parti de la démocratie directe |                             |                             | Activiste communautaire | Nommé      |
| Aleksandr Beglov Russie unie                   |                             |                             | Gouverneur sortant de Saint-Pétersbourg (2003, 2018-présent) | Enregistré |
| Pavel Braguine Les Verts                       |                             |                             | Membre du conseil municipal d'Oulianka (depuis 2019) Responsable de la gestion des déchets                                                                                | Enregistré |
| Igor Boutcherov Indépendant                    |                             |                             | Membre du Conseil des députés de Toksovo (depuis 2019) | Nommé      |
| Iosif Djagaïev Indépendant                     |                             |                             | Homme d'affaires candidat à la mairie de Moscou en 2023 | Nommé      |
| Svetlana Ivanova Parti du Progrès              |                             |                             | Entrepreneur individuel | Nommé      |
| Alekseï Kovalev Indépendant                    |                             |                             | Coordinateur de l'aide humanitaire | Nommé      |
| Sergueï Koudriavtsev Indépendant               |                             |                             | Chef du service des ressources humaines d'une maison de jeunesse | Nommé      |
| Sergueï Malinkovitch Communistes de Russie     |                             |                             | Membre de l'Assemblée législative du kraï de l'Altaï (depuis 2021) Président du parti des Communistes de Russie (depuis 2022) Candidat refusé à la présidentielle de 2024 | Enregistré |
| Maria Mikhaïlova Rodina                        |                             |                             | Femme d'affaires | Nommé      |
| Iouri Novotortsev Indépendant                  |                             |                             | Conducteur | Nommé      |
| Lilia Soudina Indépendante                     |                             |                             | Membre du conseil municipal de l'arrondissement d'Ivanovo (depuis 2022) Directeur du centre de réinsertion sociale pour les jeunes                                        | Nommé      |
| Lioudmila Vassilieva Indépendante              |                             |                             | Militant anti-guerre retraité | Nommé      |
| Aleksandr Vinogradov Indépendant               |                             |                             | Entrepreneur individuel Défenseur des droits des consommateurs | Nommé      |
| Vladislav Voronkov Indépendant                 |                             |                             | Directeur de l'association de gestion du logement | Nommé      |
| Maksim Iakovlev Parti libéral-démocrate        |                             |                             | Membre de l'Assemblée législative de Saint-Pétersbourg (2011-présent) | Enregistré |
| Boris Zverev Indépendant                       |                             |                             | Membre de l'Assemblée législative de Saint-Pétersbourg (2021-présent) | Nommé      |

## Résultats
| Candidats                | Candidats                | Partis                               | Votes     | %     |
| ------------------------ | ------------------------ | ------------------------------------ | --------- | ----- |
|                          | Alexandre Beglov         | Russie unie                          | 895 307   | 59,80 |
|                          | Maksim Iakovlev          | Parti libéral-démocrate              | 274 516   | 18,34 |
|                          | Pavel Braguine           | Parti écologiste russe « Les Verts » | 176 467   | 11,79 |
|                          | Sergueï Malinkovitch     | Communistes de Russie                | 120 694   | 8,06  |
|                          |                          |                                      |           |       |
| Votes valides            | Votes valides            | Votes valides                        | 1 466 984 | 97,98 |
| Votes blancs et nuls     | Votes blancs et nuls     | Votes blancs et nuls                 | 30 185    | 2,02  |
| Total                    | Total                    | Total                                | 1 497 172 | 100   |
| Abstention               | Abstention               | Abstention                           | 2 494 898 | 62,50 |
| Inscrits / participation | Inscrits / participation | Inscrits / participation             | 3 992 070 | 37,50 |